# Roncoferraro
Roncoferraro (Roncafrèr, Roncafràr in dialetto mantovano) è un comune italiano di 6 876 abitanti della provincia di Mantova in Lombardia.

## Origini del nome
Il nome di Roncoferraro deriva dal latino runcare (sarchiare) e da ferarum (terra ricca di selvaggina).

## Storia
Secondo la tradizione, precisamente nella frazione di Governolo, avvenne lo storico incontro tra papa Leone I e Attila nel 452. Sempre Governolo è citato da Dante Alighieri nell'Inferno, XX 78, come punto dove il Mincio sfocia nel Po. Ancora a Governolo Giovanni delle Bande Nere venne colpito da un archibugio alla gamba, procurandogli la ferita che lo portò alla morte.
Nel corso della Prima guerra di indipendenza, la frazione di Governolo, col suo antico ponte a doppio levatoio sul fiume Mincio, fu teatro di due battaglie:
- la prima, il 24 aprile 1848 che consentì al piccolo esercito modenese di ricacciare una incursione austriaca dalla città-fortezza di Mantova;
- la seconda, il 18 luglio 1848 che consentì al generale sardo Eusebio Bava di riconquistare il ponte (nel frattempo abbandonato).

### Simboli
Lo stemma e il gonfalone del comune di Roncoferraro sono stati concessi con regio decreto del 14 giugno 1934.
Lo stemma è di rosso, a due spade d'argento decussate, alla campagna erbosa di verde, attraversata da un fiume fluente in banda.
Il gonfalone è un drappo di azzurro.

## Monumenti e luoghi d'interesse
- Pieve dei Santi Cosma e Damiano a Barbassolo
- Chiesa di San Giovanni Battista a Roncoferraro
- Corte Grande a Roncoferraro
- Conca del Bertazzolo a Governolo. È stata inserita all'interno del Museo diffuso Conca del Bertazzolo nel luogo del suggestivo ex alveo del Mincio di Governolo. Sono possibili visite guidate ai manufatti idraulici realizzati da Gabriele Bertazzolo agli inizi del Seicento.[8]

## Società

### Evoluzione demografica
Abitanti censiti

### Etnie e minoranze straniere
Al 31 dicembre 2023 la popolazione straniera era di 693 persone, pari all'11,17% della popolazione.

## Cultura

### Cucina
- Risotto con i saltaréi.[11]
- Risotto con la psina.[11]

## Amministrazione
| Periodo | Periodo   | Primo cittadino     | Partito                              | Carica  | Note |
| ------- | --------- | ------------------- | ------------------------------------ | ------- | ---- |
| 1995    | 1999      | Silvano Truzzi      | Lista Civica (Centro-sinistra)       | Sindaco |      |
| 1999    | 2004      | Silvano Truzzi      | Lista Civica (Centro-sinistra)       | Sindaco |      |
| 2004    | 2009      | Candido Roveda      | Lista Civica                         | Sindaco |      |
| 2009    | 2014      | Candido Roveda      | Lista Civica                         | Sindaco |      |
| 2014    | 2019      | Federico Baruffaldi | Lista Civica "Fare per Roncoferraro" | Sindaco |      |
| 2019    | in carica | Sergio Rossi        | Lega; FDI; FI                        | Sindaco |      |